# Tjärhandelskompanierna
Tjärhandelskompanierna i var en serie handelskompanier i Sverige under 1600- och 1700-talet som bedrev handel med tjära och beck, varor viktiga för skeppsbyggeri och sjöfart. Kompanierna bildades för att stärka Sveriges dominans på den internationella tjärmarknaden, där landet då var världsledande.  
De olika kompanierna – Norrländska tjärhandelskompaniet (1648–1661), Förnyade tjärhandelskompaniet (1661–1672), Renoverade tjärhandelskompaniet (1672–1682) och Tjärhandelssocieteten (1689–1715) – mötte dock återkommande ekonomiska problem och stark kritik från borgerskapet, vilket slutligen ledde till monopolens avskaffande 1715. 

## Bakgrund
I skogsbygderna i Sverige och Finland var tjärbränning en urgammal näring. Under 1600-talet ökade dess betydelse markant tack vare den snabba utvecklingen inom sjöfarten i västra Europa. Detta ledde till en ökad efterfrågan på tjära och beck. Vid den tiden var Sverige det enda landet som i betydande omfattning producerade tjära, vilket gav svenskarna en dominerande position på världsmarknaden för denna produkt, liksom för skeppsvirke som ek, furu och hampa.
För att främja handeln med tjära och beck beslutade Sverige att överlåta rätten att exportera dessa produkter till ett särskilt bolag.

## Kompanierna

### Norrländska tjärhandelskompaniet
Trots invändningar från borgerskapet utfärdades den 31 mars 1648 en oktroj på 20 år för Norrländska tjärhandelskompaniet. Genom detta monopol hoppades man vinna fördelen att denna "noble och importante vara", som genom "utländingarnes praktiker råkat i vrak och vanvyrdan", skulle återfå sitt rätta värde.
Enligt oktrojen skulle all tjära och beck producerad norr om Stockholm och Nyen uteslutande exporteras av kompaniet från städerna Stockholm, Åbo, Helsingfors, Viborg och Nyen. Inom landet förblev handeln fri – liksom själva industrin – när det gällde tjära, som kompaniet var skyldigt att köpa obegränsade mängder av. När det gällde becktillverkning fick kompaniet makt att bestämma storleken och fördelningen på befintliga produktionsanläggningar. Endast svenska medborgare fick delta i kompaniet – en regel som dock inte efterlevdes.
Styrelsen för kompaniet, vald av aktieägarna, hade sitt säte i Stockholm, medan kompaniet hade försäljningsrepresentanter på de utländska marknaderna och i de finska städerna. Privilegiet ledde dock snart till allvarliga problem. Tjäran hade tidigare varit det primära betalningsmedlet för borgerskapet i sjöstäderna när de handlade med utlandet. När nu borgerskapet inte längre hade möjlighet att exportera tjäran själva avskärmades de från utländska affärsmän, vilket gjorde det omöjligt för dem att importera utländska varor. Detta fick allvarliga konsekvenser, som att hela fisket i Bottenhavet år 1649 förstördes på grund av brist på salt.
Regeringen avfärdade klagomål från berörda parter och skyllde kritiken på att utländska intressen försökte underminera kompaniet för att erhålla tjäran till ett lågt pris. Affärsmännen uppmanades att investera sina pengar i kompaniet och därigenom ta del av dess vinster, som ibland uppgick till 75–80 procent. Trots detta fortsatte klagomålen. Missnöjesyttringarna på 1649 års riksdag ledde inte till några betydande åtgärder förutom att kompaniet ålades att gratis transportera hem borgerskapets utrikes inköp och höja priset på en tunna tjära till 24 daler silvermynt.
Försök gjordes 1654 av Karl X Gustav att lösa situationen genom att öppna kompaniet för de finska stapelstäderna, men detta gav ingen långsiktig lösning på problemen.

### Förnyade tjärhandelskompaniet
Vid 1660 års riksdag krävdes utan framgång att kompaniet skulle upplösas. Istället utfärdades den 5 juli 1661 en ny oktroj för Förnyade tjärhandelskompaniet, som dock bara omfattade de återstående åren av den ursprungliga 20-årsperioden från 1648. Nya regler infördes, inklusive begränsningar så att ingen skulle få äga aktier för mer än 1 000 riksdaler specie (de större delägarna skulle alltså avträda sina aktier).
Det nya kompaniet mötte snart svårigheter på grund av minskad efterfrågan på världsmarknaden. Det äldre kompaniets överdrivna prisökningar hade lockat andra länder att själva börja bränna tjära. Norge, Frankrike, Preussen, Polen, Ryssland och till och med Amerika blev så småningom konkurrenter på världsmarknaden.
Denna situation ledde till att det svenska kompaniet hade stora lager av sin tillverkning kvar i magasinen utan möjlighet att sälja dem. Kapitalet minskades dessutom årligen genom att tjäran dels läckte bort, dels försämrades kvalitetsmässigt. Regeringens försök att lösa detta problem bestod i att avsevärt minska kompaniets skyldighet att köpa in tjära från tillverkarna. När detta inte visade sig tillräckligt effektivt sänkte man även inköpspriset. Trots dessa åtgärder kunde kompaniet inte övervinna sina svårigheter.
Kompaniet tvingades slutligen att ställa in sina betalningar 1672.

### Renoverade tjärhandelskompaniet
Trots de tidigare misslyckade försöken ansåg Kommerskollegium och majoriteten av riksrådet att det var farligt att släppa handeln fri, och de trodde att ett nytt kompani skulle vara mer framgångsrikt. Därför utfärdades en oktroj för Renoverade tjärhandelskompaniet den 23 juli 1672 för en period på 10 år.
Det nya kompaniet var skyldigt att köpa 5 500 läster tjära till ett pris av 56 daler kopparmynt per läst. Vid nästa riksdag kunde kompaniet upplösas om giltiga skäl framfördes, dock mot ersättning. Situationen utvecklades på ett liknande sätt som tidigare: konflikterna med städer och producenter fortsatte och affärerna gick dåligt. När oktrojen löpte ut 1682 förklarades handeln med tjära och beck fri för alla stapelstäder.

### Tjärhandelssocieteten
Trots detta fria handelssystem gick handeln inte särskilt bra och minskade till och med när konstgjorda stödåtgärder avskaffades. Detta ledde till att regeringen den 11 juli 1689 utfärdade nya privilegier för ett sällskap som senare kom att kallas Tjärhandelssocieteten. Dessa privilegier gällde även de södra städerna, förutom på Gotland som haft sitt eget tjärkompani 1649–54 men nu undantogs. Priset per läst fastställdes för tjära till 72 daler kopparmynt i norra Sverige och 80–84 i södra, medan becket prissattes till 112 och 135 daler kopparmynt i respektive regioner. Det årliga uppköpskvantumet för hela riket fastställdes till 8 000 läster. Skatterna till kronan ökade också. Dessa privilegier gällde huvudsakligen tills 1712 genom att de förlängdes gång på gång utan väsentliga förändringar.
År 1714 frigavs åter tjärhandeln, men redan 1715 bestämdes att en ny tjärhandelssocietet skulle bildas. De nya privilegierna fastställdes den 24 juli 1714 för att gälla fram till slutet av 1717. Trots detta mötte handelns begränsningar ett starkt missnöje som yttrade sig redan på riksdagen 1713. Sedan anslöt sig även Kommerskollegium till dem som motsatte sig oktrojen. Detta ledde till att kungen, med verkan från och med slutet av 1715, upphävde de nya privilegierna, och efter detta var handeln med tjära och beck inte längre monopoliserad i Sverige.